# Basílica de Nostra Senyora del Port
La basílica de Nostra Senyora del Port és un edifici romànic situat a Clermont-Ferrand, al barri del Port, entre la plaça Delille i la catedral de la Nostra Senyora de l'Assumpció. És en gran part dissimulada per les cases del barri que l'envolta. Va ser construïda al segle xii, i si bé no es pot precisar l'any exacte del seu inici, un document de l'època permet datar la fi dels treballs al voltant de 1185.
Fundada al segle vi pel bisbe Saint-Avit, va ser reconstruïda als segles xi i xii, després d'haver estat cremada pels normands. Construïda en arcosa rossa, una mena de gres, té una harmonia gairebé perfecta que seria deguda a l'aplicació de la secció àuria.
Al segle xix, s'hi va afegir el campanar i es van substituir les teules romàniques d'origen per lloses de lava. Recentment, s'ha restaurat una altra vegada segons el seu estat original.
La capçalera és un exemple perfecte de l'art romànic d'Alvèrnia, fet de fins mosaics. Després d'una nau de cinc trams precedida d'un nàrtex, la cruïlla del creuer és coberta d'una cúpula sobre trompes.
A l'interior predomina la sobrietat, el cor és sobrealçat en un hemicicle amb vuit columnes, i és envoltat d'un deambulatori sobre el qual s'obren quatre capelles radiants. S'hi poden admirar magnífics capitells.
A l'entrada principal, sota una porxada, hi ha un magnífic timpà.

## Galeria

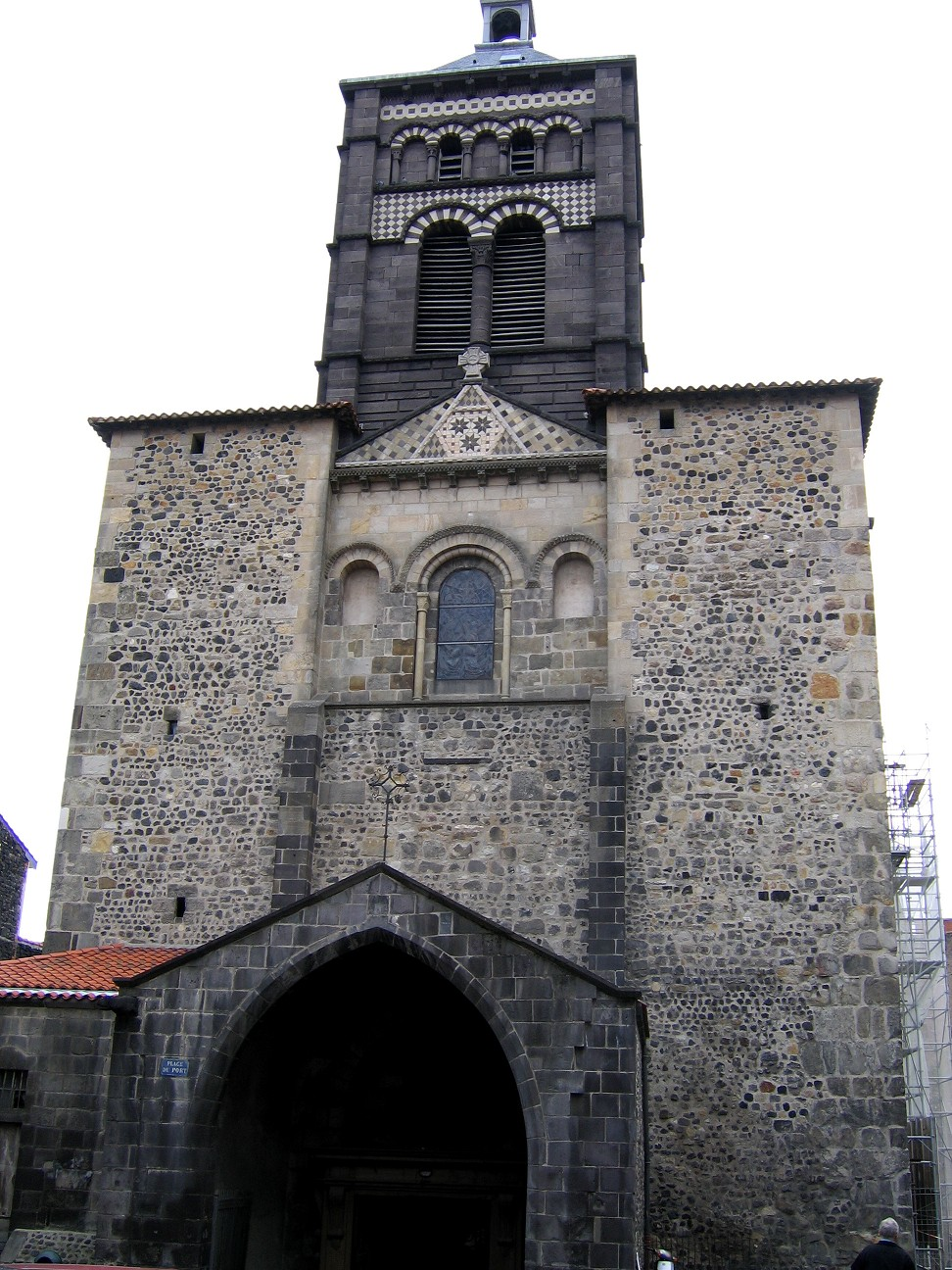
Façana principal
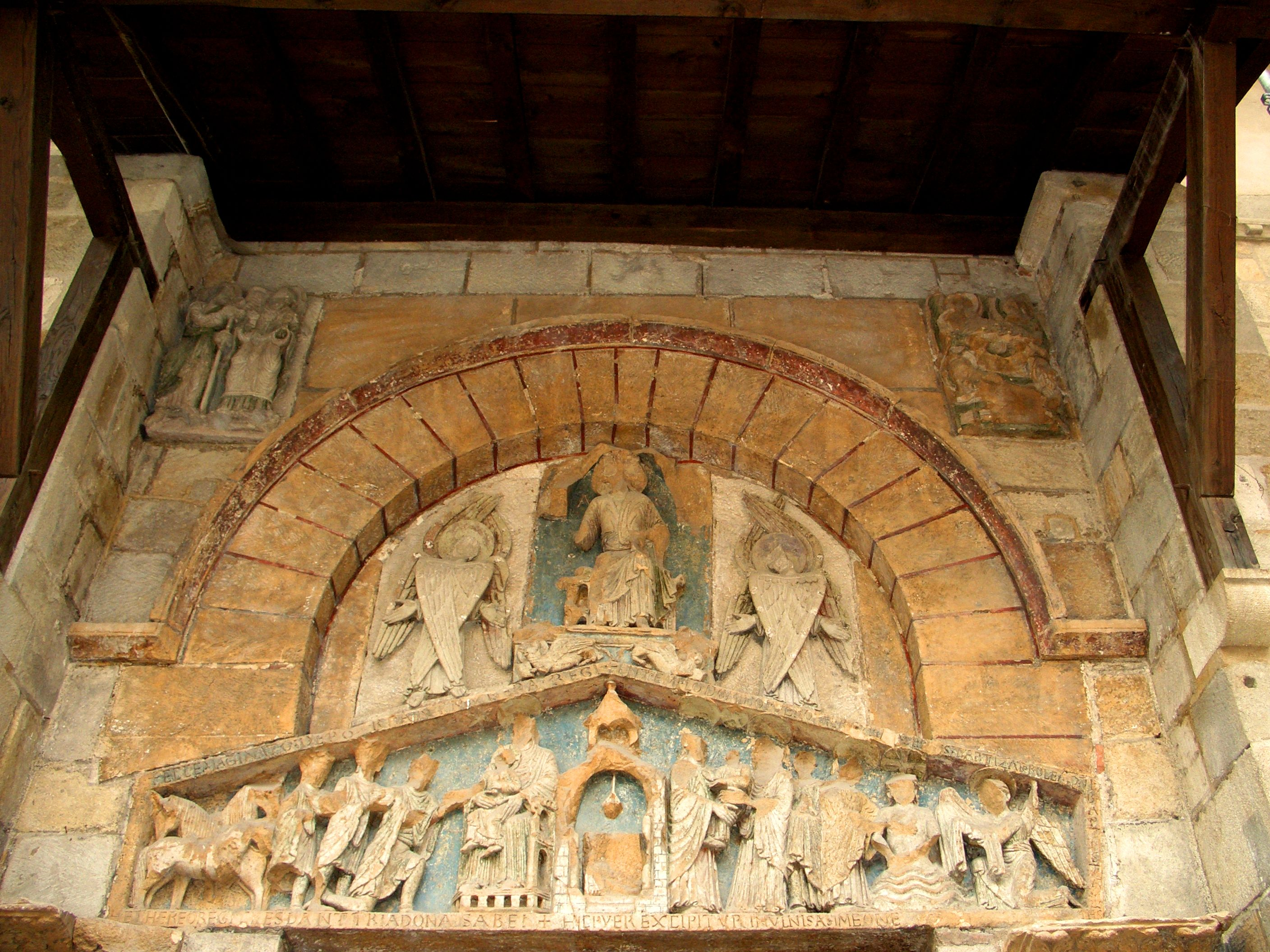
Timpà de l'entrada
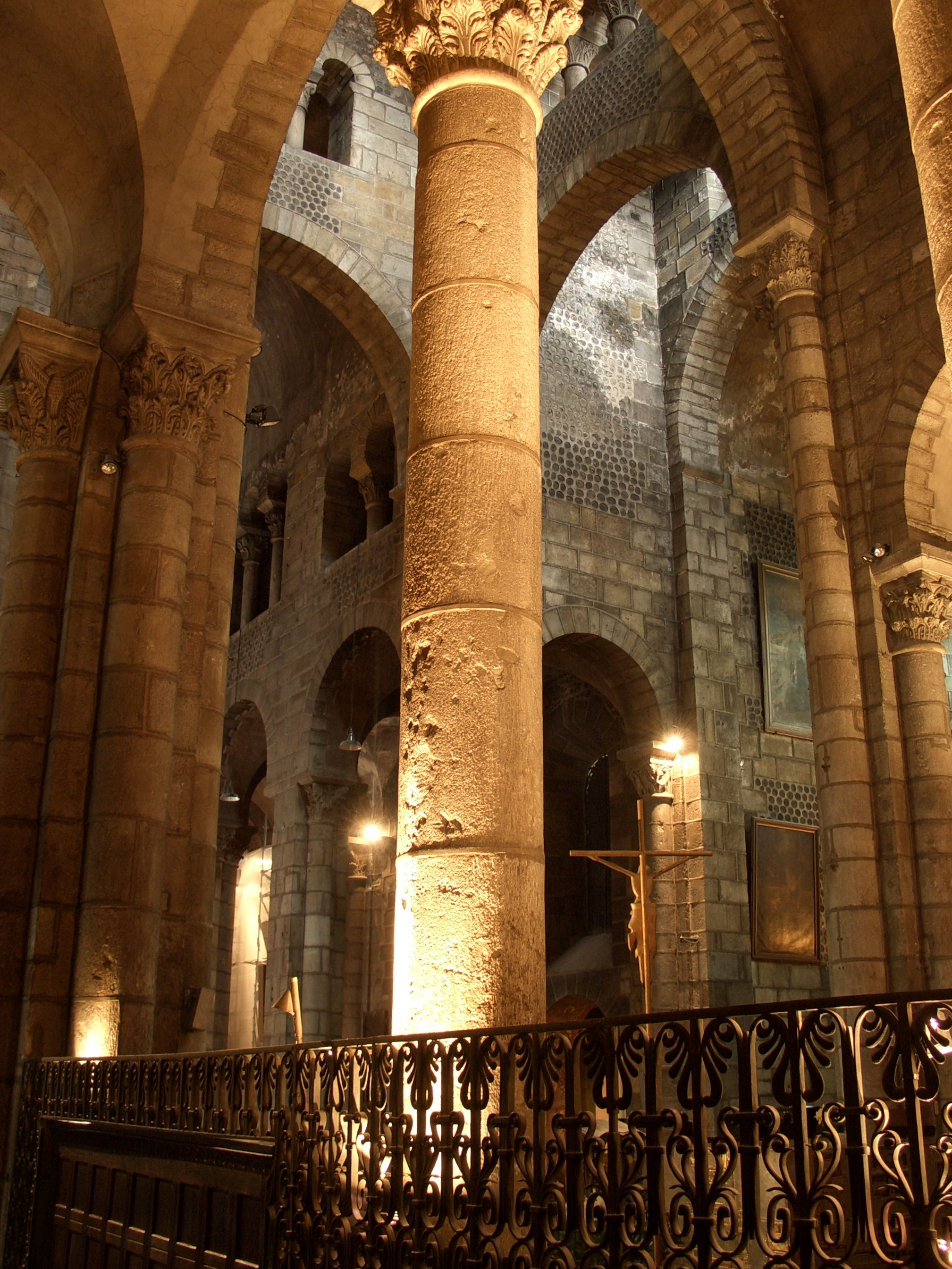
Interior